# Мізоцький кряж (заказник)
Мі́зоцький кряж — геологічний заказник місцевого значення в Україні, об'єкт природно-заповідного фонду Рівненської області. Розташований у межах Дубенського (1228 га) та Рівненського (1027 га) районів, на землях Дубенського держлісгоспу (Любомирське лісництво) та Острозького держлісгоспу (Мостівське лісництво). 
Площа — 2255. Статус надано згідно з рішенням облвиконкому від 22.11.1983 року № 343 (зміни згідно з рішенням облвиконкому від 18.06.1991 року № 98  та рішеннями облради від 05.03.2004 року № 322, від 27.05.2005 року № 584 і від 25.09.2009 року № 1331).
Об'єкт скорочено на 272 га (квартали 128, 129, 130, 131) рішенням Рівненської обласної ради № 322 від 5 березня 2004 року «Про розширення та впорядкування мережі природно-заповідного фонду області».. Зазначена причина скасування — «квартали не відповідають рельєфному та ландшафтному розміщеню», що не є законодавчо вмотивованою підставою.[джерело?]
У 2010 році частина заказника в межах Здолбунівського району увійшла до складу Дермансько-Острозького національного природного парку.